# ندیم بایرامی
ندیم بایرامی (آلبانیایی: Nedim Bajrami؛ زادهٔ ۲۸ فوریهٔ ۱۹۹۹) بازیکن فوتبال زاده سوئیس اهل آلبانی است.
از باشگاه‌هایی که در آن بازی کرده‌است می‌توان به باشگاه فوتبال گراس‌هاپر زوریخ اشاره کرد.
وی همچنین در تیم‌های ملی فوتبال زیر ۲۱ سال سوئیس و آلبانی بازی کرده‌است.